# Libertia grandiflora
Libertia grandiflora är en irisväxtart som först beskrevs av Robert Brown, och fick sitt nu gällande namn av Robert Sweet. Libertia grandiflora ingår i släktet Libertia och familjen irisväxter. Inga underarter finns listade i Catalogue of Life.